# Piéride du vélar
Pontia callidice
Espèce
La Piéride du vélar ou Veiné de vert ou Marbré des alpages (Pontia callidice) est une espèce d'insectes lépidoptères (papillons) de la famille des Pieridae, de la sous-famille des Pierinae et du genre Pontia.

## Dénomination
Pontia callidice (Hübner, 1800)

### Noms vernaculaires
La Piéride du vélar ou Veiné de vert se nomme Lofty Bath White en anglais, Alpen-Weißling en allemand et Bergresedawitje en néerlandais.

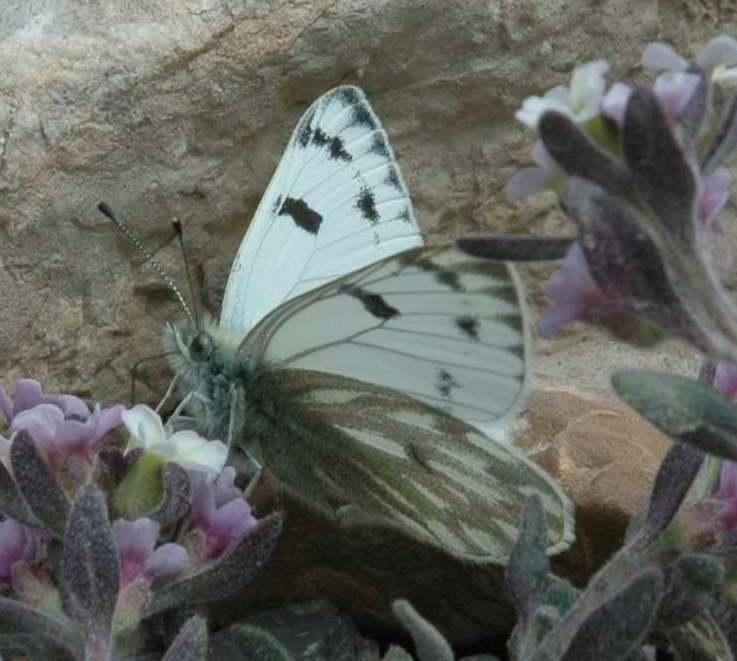
Pontia callidice kallora

### Sous-espèces
- Pontia callidice callidice (Hübner, 1800), présent dans les Alpes et les Pyrénées
- Pontia callidice chrysidice (Herrich-Schäffer, 1844), présent en Iran
- Pontia callidice libanotica (Bernardi, 1966), présent au Liban
- Pontia callidice hazara (Wyatt, 1961), présent en Afghanistan
- Pontia callidice hinducucica (Verity, 1911), présent au Pamir
- Pontia callidice kallora (Moore 1865), présent dans l'Himalaya
- Pontia callidice duplati (Bernardi, 1965), présent en Chine
- Pontia callidice amdensis (Verity, 1911,) présent en Chine
- Pontia callidice amaryllis (Hemming, 1933) Tian-Shan, présent en Asie
- Pontia callidice halasia (Huang & Murayama, 1992), présent en Chine

## Description
La Piéride du vélar est un papillon au dessus blanc dont l'aile antérieure est marquée d'une tache noire discoïdale. La femelle présente des dessins plus noirs à l'apex des antérieures. Sur le revers, l'apex des antérieures et les ailes postérieures sont marquées de vert.

## Biologie
Les œufs, de couleur orange, sont posés isolément et ont un temps d'incubation de 15 jours. Les chenilles bleu vert grisâtre sont marquées au dos de deux bandes de points jaunes et d'une bande jaune sur les flancs. Elles donnent des chrysalides elles aussi gris bleuâtre.

### Période de vol et hivernation
Les adultes volent de juin à août en une seule génération, voire plus rarement en deux générations.
Il hiverne dans sa chrysalide, au stade nymphal.

### Plantes hôtes
Les plantes hôtes de la chenille sont diverses brassicacées (crucifères) dont particulièrement Erysimum pumilum, Erysimum helveticum, des résédacées, Reseda glauca.

## Écologie et distribution
La Piéride du vélar est présente en Europe dans les zones montagneuses en Suisse, Italie et Bavière et en Asie dans l'Himalaya et jusqu'en Chine.
En France métropolitaine, elle est présente dans les Alpes et les Pyrénées.

### Biotope
Ce papillon est inféodé aux prairies d'altitude entre 2 000 et 3 000 m.

### Protection
Pas de statut de protection particulier.